# Porcellidium trisetosum
Porcellidium trisetosum is een eenoogkreeftjessoort uit de familie van de Porcellidiidae. De wetenschappelijke naam van de soort is voor het eerst geldig gepubliceerd in 1968 door Geddes.